# Tilbesar
Tilbeşar (arab. Tall Bāshir, frank. Turbessel) − miasto w południowo-wschodniej Turcji.
Miasto było częścią Bizancjum, następnie od XI w. rządzili nim lokalni ormiańscy władcy. Było jednym z ważniejszych miast Hrabstwa Edessy.